# Linda M. Godwin
Linda Maxine Godwin (* 2. Juli 1952 in Cape Girardeau, Missouri) ist eine ehemalige US-amerikanische Astronautin.

## Ausbildung
Linda Godwin verließ 1970 die Jackson High School in Jackson, Missouri. 1974 erhielt sie einen Bachelor in Mathematik und Physik von der Southeast Missouri State University. 1976 erlangte sie einen Master und 1980 einen Doktor in Physik von der University of Missouri. Godwin besitzt außerdem einen Pilotenschein.

## Astronautentätigkeit
1980 kam Godwin zur NASA und arbeitete dort im Nutzlastbereich für Space-Shuttle-Missionen. Nach vergeblichen Bewerbungen für die Astronautengruppen 9 und 10 wurde sie im Juni 1985 als Astronautenanwärterin mit der 11. Gruppe ausgewählt. Godwin war zeitweise stellvertretende Chef-Astronautin und Verbindungssprecherin (Capcom). Derzeit arbeitet sie für die Flight Crew Operations und ist somit für die Mannschaftsplanung für zukünftige Shuttle-Missionen zuständig.

### STS-37
Am 5. April 1991 startete Godwin als Missionsspezialistin mit der Raumfähre Atlantis zu ihrem ersten Flug ins All. Neben der Durchführung von zahlreichen Experimenten wurde die Hauptnutzlast, das Gammastrahlenobservatorium CGRO, in eine Umlaufbahn ausgesetzt.

### STS-59
Ihren nächsten Einsatz hatte Godwin am 9. April 1994 als Nutzlastkommandantin an Bord der Raumfähre Endeavour. Dabei wurde die sogenannte Space-Radar-Laboratory-Mission (SRL) durchgeführt. SRL bestand aus drei großen Radaranlagen und einem Kohlenmonoxid-Sensor, die für Untersuchungen der Erdoberfläche und der Atmosphäre eingesetzt wurden. Echtzeitbeobachtungen von Oberflächenmerkmalen und Wetterbedingungen zusammen mit über 14.000 Fotografien halfen den Forschern bei der Auswertung der Daten.

### STS-76
Am 22. März 1996 startete Godwin mit der Raumfähre Atlantis zur russischen Raumstation Mir. Mit der dritten Rendezvous-Mission wurde die Astronautin Shannon Lucid zur Raumstation Mir gebracht. Zusätzlich wurden Versorgungsgüter, Ausrüstungen und Experimentiergut geliefert. Godwin montierte während einer sechsstündigen Außenbordaktivität mehrere Experimente an der Außenseite der Station. Im Space Shuttle wurden außerdem verschiedene technologische und biologische Experimente im Spacehab durchgeführt.

### STS-108
Am 5. Dezember 2001 flog sie als Missionsspezialistin mit dem Space Shuttle Endeavour zur Internationalen Raumstation (ISS). STS-108 brachte die Mannschaft der ISS-Expedition 4 zur ISS und holte die Expedition-3-Raumfahrer wieder ab. Mit dem Mehrzwecklogistik-Modul Raffaello, das Godwin mit dem Shuttle-Roboterarm an der ISS befestigte, wurden über drei Tonnen Versorgungsgüter und Wissenschaftsexperimente zur Raumstation gebracht. Während des zwölftägigen Fluges unternahm Godwin auch eine vierstündige Außenbordaktivität, um Isoliermatten an den Solarmodulen anzubringen.

## Privates
Linda Godwin war bis zu dessen Tod mit dem Astronauten Steven Nagel verheiratet und hat ein Kind sowie eine Stieftochter.